# أندريس سشنايتر
أندريس سشنايتر (بالإسبانية: Andrés Schneiter)‏ مواليد 8 أبريل 1976 في بوينس آيرس، هو لاعب كرة مضرب أرجنتيني سابق بدأ مسيرته كمحترف سنة 1994 وكان يلعب باليد اليمنى، اعتزل اللعب في 2004. أعلى تصنيف له في الزوجي كان المركز الـ 62 في سنة 2003.

## روابط خارجية
- أندريس سشنايتر على موقع رابطة محترفي التنس (الإنجليزية)
- أندريس سشنايتر على موقع الاتحاد الدولي لكرة المضرب (الإنجليزية)
- أندريس سشنايتر على موقع خلاصة التنس.كوم (الإنجليزية)